# 역학 (의학)

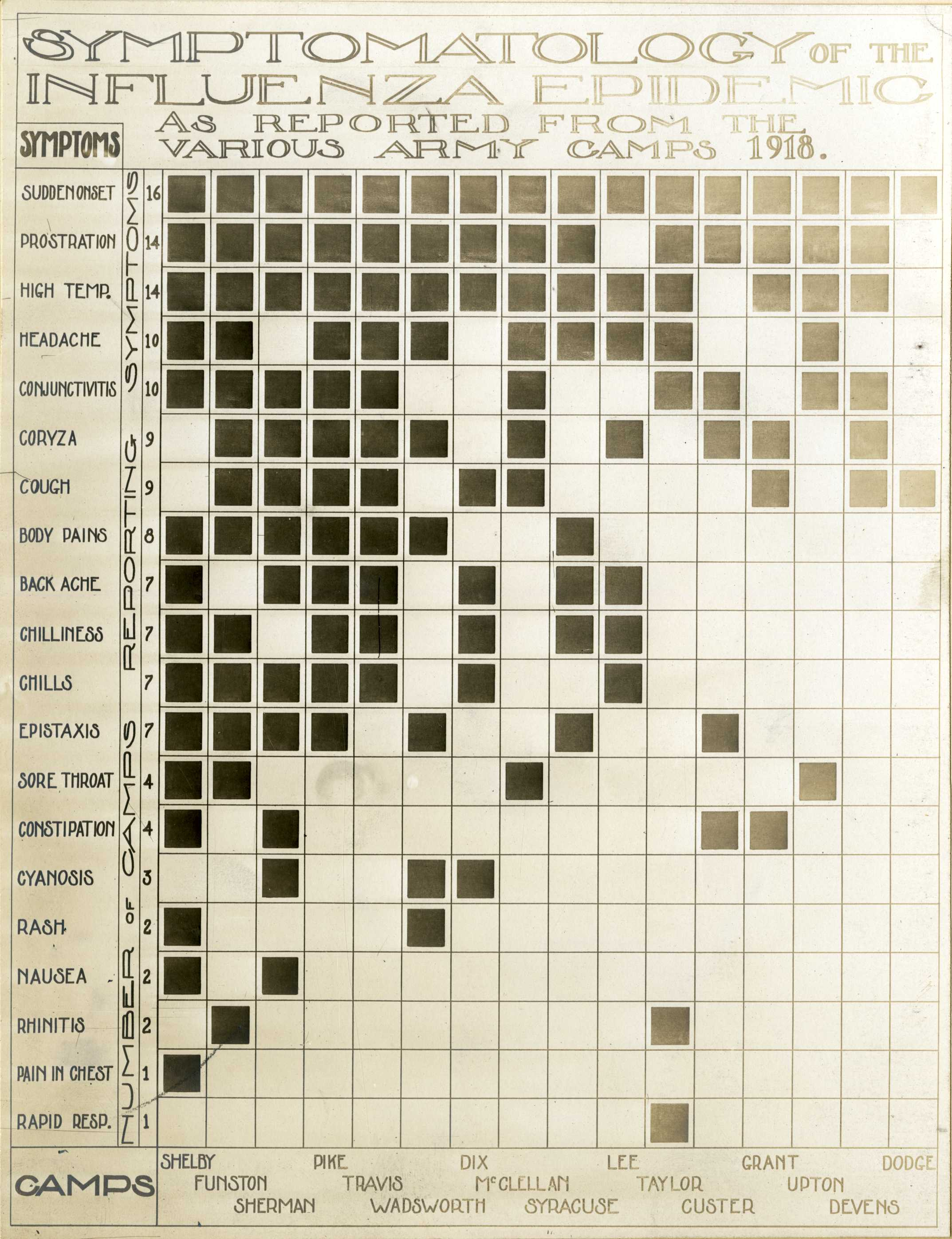

역학(疫學, 영어: epidemiology) 또는 유행병학(流行病學)은 특정 인구집단에서의 건강에 관련된 사건, 상태, 과정의 발생과 분포, 그리고 그러한 과정의 결정요인들을 다루는 학문이며, 또한 건강문제 통제를 위한 학문지식의 응용이다. 전염병을 예방하기 위한 방법을 찾으려는 의학의 한 분과이다. 역학의 목적은 건강을 증진, 보호, 회복하는 것과 과학적 지식을 진보시키는 데에 있다. 연구 방법으로는 감시, 관찰, 검사, 가설 검증, 분석 연구, 실험, 예측 등이 있다. 분포 조사를 위해 시간, 장소 (혹은 공간), 인구(계층 혹은 조직 내 소집단, 인구, 사회, 혹은 지역적·전지구적 규모)가 분석대상이 된다. 결정요인들로는 건강에 영향을 끼치는 지리물리적, 생물학적, 행동적, 사회적, 문화적, 경제적, 정치적 요인이 고려된다. 건강에 관련된 사건, 상태, 과정으로는 전염병 발생, 질병, 이상증세, 사망 원인, 행동, 환경 및 사회경제적 과정, 예방 프로그램의 효과, 보건 및 사회복지 서비스의 활용 등이 포함된다. 특정 인구집단은 맥락 및 특정가능한 성질을 공통적으로 갖는 집단이다.

## 역사
역학의 기원은 기원 2,000년 경 히포크라테스 등에 의해 질병 발생에서 환경적 요인의 영향이 중요하다고 생각한 데에서부터 찾을 수 있다. 근대에 와서는 근대 역학의 아버지로 불리는 영국의 의사 존 스노의 19세기 중엽 콜레라 발생 요인 분석을 그 시점으로 삼는다.

## 연구 형태
과학분과로서의 역학의 우선적인 "연구 대상"은 집단 및 인구 단위의 건강에 관련된 사건, 상태, 과정의 원인이다. 역학적 연구의 행태는 크게 관찰적 연구와 실험적 연구, 둘로 분류될 수 있다.
| 분류        | 세부분류                              | 연구형태                          | 연구단위 |
| ----------- | ------------------------------------- | --------------------------------- | -------- |
| 관찰적 연구 | 기술적 연구                           | 기술적 연구                       |          |
| 관찰적 연구 | 분석적 연구                           | 생태학적 연구 (상관성 연구)       | 인구집단 |
| 관찰적 연구 | 분석적 연구                           | 단면적 연구 (유병조사 연구)       | 개인     |
| 관찰적 연구 | 분석적 연구                           | 환자-대조군 연구 (case-reference) | 개인     |
| 관찰적 연구 | 분석적 연구                           | 코호트 연구 (추구조사 연구)       | 개인     |
| 실험적 연구 |                                       | 무작위배정 임상시험 (임상시험)    | 환자     |
| 실험적 연구 | 건강자임상시험                        | 건강자                            |          |
| 실험적 연구 | 지역사회 임상시험 (지역사회 중재연구) | 지역사회                          |          |

### 관찰적 연구
관찰적 연구는 연구자가 연구대상자에게 아무런 조처를 직접 가하지 않은 상태에서 관찰하여 필요한 정보를 얻는 연구이다. 이에는 기술적 연구와 분석적 연구가 포함된다.

#### 기술적 연구
기술적 연구(Descriptive Studies)는 연구대상이 되는 인구집단에서 질병의 발생수준을 기술하며, 역학적 연구의 첫걸음이 된다.

#### 분석적 연구
분석적 연구(Analytical Studies)란 건강 현상과 다른 변수들 간의 관련성을 분석하는 연구 형태이다. 역학적 연구는 아주 단순한 기술적 연구도 있으나, 대부분의 경우는 그 특성상 분석적 연구에 해당된다. 분석적 역학 연구에는 다음 네 가지 형태가 있다.
- 생태학적 연구 (Ecological Studies, 혹은 상관성 연구)
- 단면적 연구 (Cross-sectional Studies, 혹은 유병조사 연구)
- 환자-대조군 연구 (Case-control Studies)
- 코호트 연구 (Cohort Studies)

### 실험적 연구
실험적 처치(intervention or experimentation)는 한 군 또는 둘 이상의 연구집단을 대상으로 특정 요인에 대한 폭로 여부를 인위적으로 변화시키는 연구방법이다. 예컨대，알레르기를 유발하는 것으로 의심되고 있는 특정한 음식을 식단에서 제외시킨다거나, 특별히 선정된 환자들을 대상으로 새로운 치료법의 효과를 검증하는 경우를 가리킨다. 실험적 처치의 효과는 실험군과 대조군에서의 결과를 비교함으로써 평가할 수 있다. 실험적 처치의 내용은 연구계획서(protocol)에 엄격하고 구체적으로 결정되어 있기 때문에, 이러한 연구를 설계할 때 윤리적인 측면의 문제점들을 신중히 고려해야 한다. 예컨대，어떠한 환자라도 연구에 참여함으로 인하여 적절한 치료를 받을 수 었는 기회를 상실하여서는 안되며, 연구 대상이 되는 치료의 내용은 현행의 의학 지식으로 판단할 때 수용가능한 것이어야 한다. 이러한 실험적 역학 연구에는 다음 세 가지 형태가 있다.
- 무작위 배정 임상시험 (randomized controlled trial)
- 건강주민 대상 임상시험 (field trial)
- 지역사회 임상시험 (community trial)